# 人魚亭異聞 無法街の素浪人
『人魚亭異聞 無法街の素浪人』（にんぎょていいぶん むほうがいのすろうにん）は、1976年4月28日から9月22日まで、NET（現テレビ朝日）系列で毎週水曜日21:00 - 21:54に放送された、三船敏郎主演のテレビ時代劇。全23話。

## 概要
明治維新直後の治安定まらぬ横浜にて、「水中レヴュー」を売り物とするラウンジホテル「Saloon Mermaid人魚亭」を舞台として、アメリカ帰りの浪人・通称「ミスターの旦那」が悪者を退治する物語。
まだ東海道本線は開通しておらず、東京-横浜間は西部劇ばりに駅馬車が連絡しているという設定になっており、チャンバラと拳銃早撃ち合戦が交錯、服飾もちょんまげに洋装の人物もいれば、島田髷にネックレスを提げる女性が闊歩するなど、時代劇と西部劇が妙にミックスされた異色の時代劇であった。
DVDは2005年、ポニーキャニオンから販売された。衛星波の再放送はファミリー劇場、時代劇専門チャンネルで放送された実績がある。

### スタッフ
- プロデューサー：勝田康三、木村博人
- 音楽：平尾昌晃
- 衣裳協力：浅草仲満
- 生地協力：吉忠
- 水中バレエ：近藤玲子水中バレエ団

### レギュラーキャスト
- ミスターの旦那：三船敏郎
- 千鳥玄之進：若林豪
- 北小路冴子（人魚亭のマダム）：小川真由美
- なんでもやの平助：大村崑
- ちんぴら譲次：夏夕介
- お千代：山内えみこ
- 人魚亭のおけい：赤木宣子
- ヘボン先生：オスマン・ユセフ

- 語り：吉岡晋也

## 放送リスト
| 話数 | 初放映日       | サブタイトル          | 脚本                | 監督     | ゲスト                                                                                |
| ---- | -------------- | --------------------- | ------------------- | -------- | ------------------------------------------------------------------------------------- |
| 1    | 1976年 4月28日 | 駅馬車暁の襲撃        | 池田一朗            | 村山三男 | 成田三樹夫、山形勲、織本順吉、尾藤イサオ、谷村昌彦                                    |
| 2    | 5月5日         | 霧の夜 蝶は死ぬ       | 大野靖子            | 佐藤肇   | 安田道代、須賀不二男、藤岡重慶、石橋蓮司、 大村千吉、沖田駿一、戸川京子               |
| 3    | 5月12日        | 一発勝負 殺しの切り札 | 大野靖子            | 原田隆司 | 岸田森、宇津宮雅代、原口剛、森章二、灰地順                                            |
| 4    | 5月19日        | 横浜どんたく 人魚の館 | 大野靖子            | 村山三男 | 米倉斉加年、根上淳、麻田ルミ、五味龍太郎                                              |
| 5    | 5月26日        | 偽りの報酬            | 大工原正泰          | 原田隆司 | 大木実、大関優子、浜田晃、酒井修、太刀川寛                                            |
| 6    | 6月2日         | 横浜コネクション      | 大野靖子            | 吉川一義 | 藤巻潤、佐野厚子、植村謙二郎、トニー・セテラ                                          |
| 7    | 6月9日         | 21発目の礼砲          | 池田一朗            | 村山三男 | 本郷功次郎、田口計、上野山功一、江幡高志、伊達三郎                                    |
| 8    | 6月16日        | 三匹の流れ者          | 山崎厳              | 村山三男 | 睦五郎、伊藤つかさ、勝部演之、遠藤征慈                                                |
| 9    | 6月23日        | 廃墟のめぐり逢い      | 大野靖子            | 森谷司郎 | 瑳川哲朗、浅野真弓、三井弘次、高城淳一                                                |
| 10   | 6月30日        | 一匹狼の歌            | 大工原正泰          | 田中徳三 | 目黒祐樹、今福正雄、小松方正、平泉征、木村元、水上竜子                                |
| 11   | 7月7日         | 氷菓子を富士山で      | 池田一朗            | 村山三男 | 大和田伸也、永井智雄、千波丈太郎、 北原義郎、長谷川弘、田中浩                         |
| 12   | 7月14日        | 人買い闇の狩人        | 池田一朗            | 原田隆司 | 大友柳太朗、南原宏治                                                                  |
| 13   | 7月21日        | 夜霧の片道切符        | 津田幸於            | 宮越澄   | 水野久美、長谷川明男、浅利香津代、川辺久造、 浜田寅彦、八名信夫、沖田駿一、きくち英一 |
| 14   |                | 暗黒街の女            | 大工原正泰          | 吉川一義 | 伊佐山ひろ子、清水綋治、潮万太郎、堺左千夫、石山律雄                                  |
| 15   | 7月28日        | 愛と死のバラード      | 津田於幸            | 原田隆司 | 竜崎勝、島かおり、今井健二、内田勝正、 草野大悟、黒部進、木田三千雄                   |
| 16   | 8月4日         | 硝煙の市街戦          | 池田一朗            | 村山三男 | 葉山良二、三ツ木清隆、鮎川いづみ、 仲谷昇、中田博久、蟹江敬三                         |
| 17   | 8月11日        | 狼たちの挽歌          | 下飯坂菊馬 中野顕彰 | 吉川一義 | 大滝秀治、柴田侊彦、市毛良枝、鹿内孝、伊吹聡太郎                                      |
| 18   | 8月18日        | 港に散った紅い花      | 高田宏治 岩元南     | 原田隆司 | 京春上、市村昌治、大前均、大村千吉                                                    |
| 19   | 8月25日        | 華麗なる目撃者        | 胡桃哲              | 鹿島章弘 | 中尾彬、赤座美代子、渥美国泰、佐藤京一                                                |
| 20   | 9月1日         | 死の砦の決闘          | 大工原正泰          | 原田隆司 | 菅貫太郎、剣持伴紀、片桐竜次、田中浩、 関根世津子、長嶺ヤス子                         |
| 21   | 9月8日         | 恐怖の狙撃銃          | 中野顕彰            | 原田隆司 | 中野誠也、伊沢一郎、武藤英司、睦五郎、 岩尾正隆、加地健太郎                           |
| 22   | 9月15日        | 港に咲いた地獄花      | 大工原正泰          | 吉川一義 | 横内正、平田昭彦、北林早苗、 大木正司、岩城力也、遠藤征慈                             |
| 23   | 9月22日        | さらばミスターの旦那  | 津田於幸            | 宮越澄   | 前田吟、川地民夫、葉山葉子、 陶隆司、植村謙二郎、高城淳一                             |

※第12話は欠番。

## 関連書籍・メディア
- ASIN B0007MCIQA, 人魚亭異聞 無法街の素浪人 DVD-BOX 第1巻

## 前後番組
| NET系 水曜21時台（ここまで時代劇枠）                      | NET系 水曜21時台（ここまで時代劇枠） | NET系 水曜21時台（ここまで時代劇枠）                |
| 前番組                                                    | 番組名                               | 次番組                                              |
| --------------------------------------------------------- | ------------------------------------ | --------------------------------------------------- |
| 徳川三国志 （NET・ABC・NBN・KBC・ HTB・UHT・KSB共同制作） | 人魚亭異聞 無法街の素浪人            | 欽ちゃんのどこまでやるの!? （ここからバラエティ枠） |